# Кемпа
Кемпа, також Фестивальний  (пол. Kępa) — острів в Україні у місті Вінниця, розташований на річці Південний Буг і є одним з найбільших його островів.

## Історія

Вигляд з півночі. Фонтан Roshen та праворуч острів Кемпа

Вигляд з півдня. Набережна Рошен з глядацьким амфітеатром на лівому березі річки Південний Буг. В руслі річки — конструкції фонтану Roshen, ліворуч острів Кемпа.

У літературі трапляється думка, що островом Кемпою як фортифікаційним укріпленням почав займатися ще староста Богуш Корецький у середині 16 століття. Але для цього твердження немає прямих підстав. А надто, що аж до 1580 року головне укріплення Вінниці розташовувалося на лівому березі річки на скелі, яка пізніше була розібрана каменярнею. Це видно з описів Вінниці — так званих люстрацій вінницьких замків. Найвірогідніше, що укріплення на острові з'явилося за староства Валенти Калиновського. Навіть можна назвати досить точну дату будівництва основних фортифікацій на Кемпі — 1604 рік — початок староства Валенти Калиновського.
Раніше Кемпа був півостровом. Але після того як перекопали острівну луку, що тяглася до середини річки Бог (так тоді називали Буг), і зробили насип обсягом 7880 тисяч кубометрів ґрунту, утворився штучний острів.
До речі, «кемпа» — це латиномовний корінь, який має відповідник «kępa» у польській мові й означає «купа», «насип», «брила». Кемпа був створений як острівне бастіонно-ескарпове укріплення за тогочасними принципами фортифікації. Справа в тому, що з появою артилерії і вогнепальної зброї вже не потрібно було застосовувати підвищені місця на кшталт узвишшя чи скелі, щоб на них укріпитися і вже звідти вести бій.
Бастіонно-ескарпова система укріплень — це система фортифікаційних споруд, що прийшла на зміну середньовічній фортифікації. Вона являє собою фортеці з багатокутними виступами, на яких розташовувалися гармати. Ця система дає можливість флангового обстрілу супротивника. Частини фортеці, що виступають, мають самостійну систему оборони і називаються бастіонами. Ескарп — це нахилена площина у бік рову. Фортеця на Кемпі мала вигляд багатокутника з напівкруглими виступами, на яких можна встановлювати гармати.
Детальний опис вінницького замку можна знайти у люстрації вінницького староства 1789 року. Там зазначено, що замок стояв на острові Кемпа. В'їзд до нього з міста був через міст. Брама та повір'я  — дерев'яні. Тут же розміщувалися комори для в'язнів. У верхній частині замку — вежа з помешканнями. Навпроти брами — крита соломою та хмизом стайня. На території замку була дерев'яна комора для зберігання різних речей. Довкола тягнувся земляний вал.
Як об'єкт фортифікації Кемпа себе не виправдав. Він мав тактичне значення — перший пункт оборони під час ворожого нападу. Але попри те, що його збудували за всіма вимогами тогочасної бастіонно-ескарпової системи, нападники брали острів одразу. Наприклад, навесні 1651 року під час оборони Вінниці Іваном Богуном авангард взяв Кемпу з маршу, грубо кажучи, завойовники просто заїхали кіннотою по льоду на територію острова. Це вже потім вони не змогли захопити правий берег і
Мури: потрапили в заздалегідь прорубані ополонки. Іван Богун знав, що нападники розраховують на блискавичний марш-на-ступ захоплення острову, тому оборона в основному велася в Мурах. їх «одягнули» в кригу: заздалегідь залили водою, щоб не можна було до них підступитися, і відкрили вогонь. А Кемпа мав швидше символічне, а не реальне оборонне значення.
Пізніше на Кемпі діяли державна скарбниця, в'язниця, резиденція старости… А ще на острові була садиба: житло, сараї, господарські будівлі. У 1902 році Кемпа з'єднав два мости, що пролягали через обидві протоки Бугу. Ці мости були створені за проектом Артинова і слугували Вінниці півстоліття. По них через Кемпу ходив трамвай. Під час Німецько-радянської війни мости були пошкоджені, і їх не стали відновлювати. Тим більше, що на старій трамвайній лінії були перепади рельєфу, і це викликало чимало проблем із рухом (трамвай сходив із рейок тощо). Колись трамвай спускався там, де зараз біля обласного архіву розміщені сходи до річки, а це досить крутий спуск для такого виду транспорту. Тому набагато безпечніше та вигідніше було вирівняти трамвайну лінію і піти іншим шляхом — на Замостя, що й зробили, спорудивши новий міст. А до Кемпи встановили понтонну переправу з лівого берега до Замостя і почали там проводити громадські заходи, обладнали естраду, пляж та інші елементи благоустрою.
Свого часу острів Кемпа отримав іншу назву — Фестивальний. Причиною тому став фестиваль естрадної пісні «Зорі над Бугом», який проводився на острові й був дуже популярними у 1970-80-ті роки. Коли після розпаду Радянського Союзу з'явилася мода на відновлення історичних назв або присвоєння нових, пов'язаних із Незалежністю, острову повернули його першу назву.

## Сучасність
За Водним кодексом України, острів Кемпа — об'єкт водного фонду. За Генеральним планом Вінниці — це об'єкт, який називається «Парк острова Кемпа» — рекреація (зона відпочинку), яку потрібно розвивати. Але й натовпу на острові не повинно бути, щоб не створювати велике навантаження на нього. Відповідно до законодавства, капітальне будівництво на острові вести не можна, пам'ятаючи, що Кемпа — це все ж штучне утворення. Експерти з органів навколишнього природного середовища зазначають, що острів міг би стати заповідним об'єктом, адже там є рідкісні види комах та рослин, але створити заповідний об'єкт у центрі міста досить проблематично.
Зважаючи на фортифікаційне минуле Кемпи, можна було б відтворити історичний абрис острова, наприклад, у формі берегового укріплення.
На острові Кемпа у майбутньому могла б бути відтворена старовинна фортеця, з'явитись злітно-посадочна смуга для НЛО в оточенні макетів кораблів прибульців, або ж — створено культурно-розважальний комплекс «Цукор-Land». Ці ідеї запропонували учасники ділової гри «Вінниця — місто майбутнього», яка відбулась 22 вересня 2009 року з ініціативи Вінницької міської ради спільно із Британською Радою в Україні, Центром міської історії Центрально-Східної Європи та Вінницьким Інститутом розвитку міст.
У 2010 році при реконструкції набережної Рошен на острові були розміщені конструктивні елементи світломузичного фонтану. Понтонний міст було демонтовано, і нині острів не має сухопутного сполучення з берегами. Природа бере своє, і поступово острів набуває незайманого стану у самому центрі Вінниці.
У 2011 році відбувся архітектурний конкурс на найкращу концепцію пішохідних зв'язків з островом. Хоча найкращий проект так і не визначили, роботи з цікавими ідеями були премійовані.